# Zapp Brannigan
Zapp Brannigan è un personaggio immaginario presente nella serie animata statunitense Futurama. È anche definito (soprattutto da sé stesso) come "Zapper"; talvolta si autovezzeggia anche con il soprannome di "Grande Z".
Il suo aspetto è modellato sul volto dell'attore William Shatner e assomiglia al personaggio dei fumetti Magnus. Zapp è, assieme al suo assistente Kif Kroker, il personaggio secondario con più apparizioni nella serie.

## Profilo
Brannigan è un membro dell'esercito dell'Ordine Democratico dei Pianeti (D.O.O.P., pronunciato "dup", come la parola inglese dupe, che significa "sciocco") anche se i suoi titoli variano molto spesso: è stato infatti definito come "Generale a 25 stelle" e "Generale Maggiore Webelo". In realtà è un fanfarone, totalmente incapace di adempiere ai suoi compiti di generale e spesso si approfitta delle imprese del suo assistente Kif spacciandole come di sua idea.
Un esempio della sua incompetenza è il racconto della battaglia contro i kill-bot: sapendo che i robot si sarebbero disattivati automaticamente dopo aver ucciso un numero prestabilito di nemici, mandò contro di essi ondate su ondate di soldati, finché le macchine non si disattivarono. Vantandosene, osservò che "è stato un sacrificio necessario, ma sarei pronto a rifarlo!".
Tutte le sue vittorie quindi sono dovute all'intervento di Kif, della Planet Express, o grazie al sacrificio non necessario di molti soldati. Nonostante questo, nessuno, a parte ovviamente Kif e la Planet Express, sembra accorgersi della sua incapacità, perché ogni volta che appare una nuova minaccia, il governo affida a lui la guida delle forze armate, con risultati disastrosi: alla fine di ogni storia è sempre Zapp Brannigan l'eroe, anche quando è stato lui in particolare la ragione della quasi distruzione della Terra. Caso tipico, è l'episodio Sapore di libertà, in cui Zapp consegna di persona i piani militari del D.O.O.P. a una spia nemica, che solo lui non è stato in grado di riconoscere come tale.
Nonostante i suoi innumerevoli difetti, Brannigan dimostra più volte di avere delle qualità: è un ottimo conoscitore dell'universo interplanetario e dei suoi "bassifondi", ed ha una naturale capacità a mentire con estrema disinvoltura. Ne è un esempio quando in Il cibo parlante si intrattiene per ore a trattare con il Re di Omicron Perseo VIII che per vendetta intende mangiarsi 198 miliardi di bambini terrestri. Dapprima Brannigan si mostra accomodante, assecondando in tutto e per tutto il Re ed impegnandosi a "produrre" tale quantità di bambini nell'arco di un paio di settimane: successivamente è però lo stesso Re a rinunciare all'accordo, perché le noccioline offertegli in trattativa gli hanno riempito la pancia. Nello stesso episodio, a seguito della rinuncia del Re, Zapp riferisce di aver accettato di cedere all'alieno un solo umano (Leela Turanga). Anche in questo caso si scopre che il comandante ha in realtà imbastito un piano per ingannare gli omicroniani, mascherando un orango per Leela (a cui peraltro gli alieni abboccano come pesci, seppur vengano poi avvertiti da uno hippy vegano).
Assolutamente strampalato e vergognosamente pieno di sé, la sua unica occupazione sembra essere quella di rimorchiare le donne. Zapp è eternamente invaghito di Leela, e tenta continuamente di sedurla, tuttavia questa è molto irritata e non fa altro che cacciarlo, spesso con la forza. Nel secondo episodio della seconda stagione, Zapp attore, si trova a lavorare per la Planet Express, ma dopo aver estromesso Leela dal comando porta la navetta della compagnia quasi allo schianto con il pianeta dei Neutrali, verso i quali nutre un profondo disprezzo. Celebri sono le sue battute con immancabili allusioni a sfondo sessuale con le quali tenta di sedurre la donna, umana e non, di turno (raccolte in un libro intitolato Battutacce da acchiappanza che addirittura presta a Kif per aiutarlo a conquistare Amy Wong) e le avances con le quali assilla Leela in continuazione. In più occasioni dimostra attrazione per gli uomini, specie quelli più effeminati.
Zapp ha 34 anni ed è alto 1,90 m.  Nonostante sembri fisicamente in forma, in realtà è in sovrappeso e indossa una panciera per nascondere il suo ventre. Nell'episodio Aliena vita da alieno si scopre che in realtà è calvo e porta una parrucca.
Kif Kroker è il suo stressato tenente e assistente personale tra i cui molti compiti c'è tenere gli appuntamenti di Brannigan sul palmare, raderlo sotto le ascelle, indicare le sue medaglie e riferire all'equipaggio delle sue conquiste sessuali. La sua astronave è il Nimbus la quale, seriamente danneggiata nell'episodio Sapore di libertà ritorna in servizio nell'episodio Così fan tutti. Nel film La bestia con un miliardo di schiene Brannigan approfitta della morte accidentale di Kif per portarsi Amy a letto. Quando Yivo riporta Kiff in vita e viene informato da Bender della scappatella, Brannigan non dimostra il minimo senso di vergogna, tuttavia, riceve un pugno da Kif.